# Tony Liu
Liu Tianjue (7 de febrero de 1952), más conocido como Tony Liu, es un actor de Hong Kong y artista marcial. A veces aparece con los nombres de Lau Wing o Liu Yong. Liu es famoso por sus películas de artes marciales, especialmente en los años 1970 y 80s. También ha actuado en alguna serie televisiva.

## Primeros años
Liu Nació en 1952 en Hong Kong. Su madre, Li Wen (黎雯; 1916-1983), era una actriz famosa en Hong Kong. Liu Estudió en St. Paul antes de aprender piano en la Royal School of Music (ABRSM). Practicó artes marciales como Judo, Kung-Fu, Kárate, también aprendido Jeet Kune Do como alumno de Bruce Lee.

## Carrera
Liu se unió a la compañía de cine de Hong Kong Cosecha Dorada en 1970 a la edad de 18. Hizo su debut como el hijo del villano en El Gran Jefe, protagonizada por Bruce Lee en su primera función importante. Apareció en otras tres películas de Bruce Lee - como estudiante de artes marciales en Fist of Fury (1972); como trabajador de restaurante que practica kárate en Way of the Dragón (1972); y como luchador de torneo que lucha con John Saxon en Operación Dragón (1973).
Liu aumentó su caché después de unirse al Estudio de los Hermanos Shaw en 1975 e hizo su primer protagonista en Qianlong y más tarde en sus secuelas. Liu También ha actuado en alguna serie televisiva producida por ATV.

## Filmografía

### Como actor
- The Big Boss (1971)
- Fist of Fury (1972)
- Way of the Dragon (1972)
- Back Alley Princess (1973)
- Enter the Dragon (1973)
- The Devil's Treasure (1973)
- Manchu Boxer (1974)
- Dynamite Brothers (1974)
- Naughty! Naughty! (1974)
- Desire (1974)
- Seven Coffins (1975)
- Money Is Everything (1975)
- Bar Girl (1975)
- Black Alice (1975)
- Emperor Chien Lung (1976)
- The Dragon Missile (1976)
- Brotherhood (1976)
- Tiger of Northland (1976)
- Shaolin Temple (1976)
- Adventures of Emperor Chien Lung (1977)
- The Naval Commandos (1977)
- Deadly Angels (1977)
- To Kill a Jaguar (1977)
- Death Promise (1977)
- Pursuit of Vengeance (1977)
- Clan of Amazons (1978)
- The Psychopath (1978)
- Legend of the Bat (1978)
- Swordsman and Enchantress (1978)
- The Voyage of Emperor Chien Lung (1978)
- The Brothers (1979)
- Invincible Enforcer (1979)
- The Convict Killer (1980)
- Emperor Chien Lung and the Beauty (1980)
- The Tiger and the Widow (1981)
- The Duel of the Century (1981)
- Return of the Sentimental Swordsman (1981)
- Notorious Eight (1981)
- Bloody Parrot (1981)
- The Bloody Mission (1982)
- Tiger Killer (1982)
- Passing Flickers (1982)
- Human Lanterns (1982)
- The Spirit of the Sword (1982)
- The Big Sting (1982)
- The Pure and the Evil (1982)
- The Emperor and the Minister (1982)
- The Enchantress (1983)
- Usurpers of Emperor's Power (1983)
- Bastard Swordsman (1983)
- Lady Assassin (1983)
- Empress Wu (1984) (serie de televisión)
- Secret Service of the Imperial Court (1984)
- Return of Bastard Swordsman (1984)
- Sex Beyond the Grave (1984)
- Rise of the Great Wall (1986) (serie de televisión)
- Genghis Khan (1987) (serie de televisión)
- Poor Man's Orange (1987) (serie de televisión)
- Bloodshed Over the Forbidden City (1990) (serie de televisión)
- Dragon Killer (1995)
- Baroness (2000)
- Visible Secret (2001)
- My Ma Has Son Fever (2004)
- How to Meet the Lucky Stars (1996)
- The Valiant Ones New (2007)
- Wu Seng (2007)
- Jingwu Chen Zhen (2008)
- Taishan Kung Fu (2009)

### Como director
- Dragon Killer (1995)
- Baroness (2000)